# Cuando las mujeres tenían cola
Cuando las mujeres tenían cola (Quando le donne avevano la coda) es una película italiana dirigida en 1970 por Pasquale Festa Campanile.
Ambientada en un mundo prehistórico, con la participación de siete personajes masculinos y uno femenino (como si de Blancanieves y los siete enanitos se tratara), esta burlesca comedia tuvo un gran éxito en su momento, y se haría una segunda parte. El argumento se debe a Umberto Eco; y el guion, al director y a Lina Wertmüller. 

## Sinopsis
Después de huir de un incendio que arrasó la isla en la que habitaban, siete trogloditas llegan a una tierra desértica y desconocida y se instalan en las cavernas que encuentran en esa nueva tierra. Estos hombres son Ulli y sus seis compinches. Ellos pasan el tiempo intentando hacer descubrimientos, tales como hacer fuego o volar. También tienen trampas para cazar y poder alimentarse. Un día encuentran a un extraño animal en una de las trampas: es una mujer provista de cola, pero ellos no saben qué es una mujer y deciden comérsela. Ulli, el más joven de todos, es el encargado de matar a la extraña criatura.

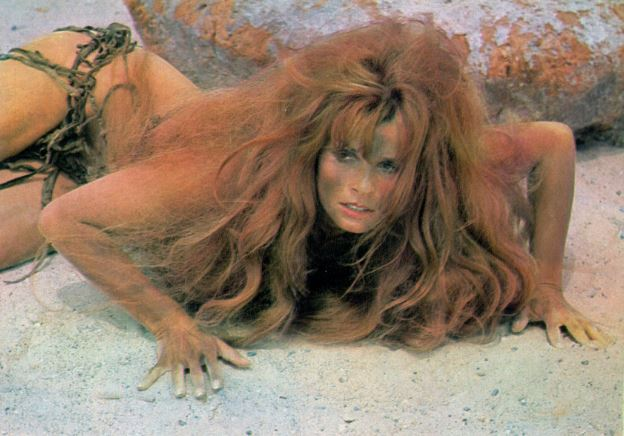
Senta Berger en otra foto publicitaria, también del n.º de febr. del 70 de Playmen.

Filli, que así se llama, es más lista que los siete cavernícolas y para salvar su vida convence a Ulli de que no la mate, proponiéndole trato carnal. Una vez que Ulli ha experimentado el placer, esconde a Filli en una cueva para resguardarla de los demás hombres y pasa su tiempo intentando convertirla en monógama. La mujer es descubierta por los cavernícolas, los cuales disfrutan con los juegos sexuales de ella, pero Filli pronto se cansa de ellos y huye con su amante Ulli. Los trogloditas los persiguen en vano. Para su desgracia, durante la persecución son capturados por una tribu de agresivas mujeres, que les van a obligar a soportar sus ansias de amor.